# Xanthocrambus argentarius
Xanthocrambus argentarius là một loài bướm đêm trong họ Crambidae.